# 狂犬庫丘
是由美國小說家史蒂芬·金在1981年出版，以一頭聖伯納犬罹患狂犬病後，失控攻擊周遭人們為題材的恐怖小說。
書名中的「庫丘」是史蒂芬·金取自一名曾策劃綁架傳媒企業家威廉·赫茲孫女派翠西亞·赫茲的共生解放軍成員之個人所採用稱號。

## 劇情簡介
小說場景架構在史蒂芬·金常作為故事舞台的虛構小鎮「城堡岩」（Castle Rock），內容描述著從紐約搬至城堡岩的維多·崔頓（Vic Trenton）因車輛故障，帶領了他的妻子羅娜（Donna）與兒子泰德（Ted）一起將車送去修車廠，之後認識了經營車廠的坎伯（Kemp），與他的兒子貝特（Brett）以及他們所飼養的聖伯納犬庫丘（Cujo）。
某日庫丘在郊外一處兔子洞旁追逐兔子時，被藏於洞中，染有狂犬病毒的蝙蝠給咬中了鼻頭，事後庫丘雖不在意傷勢，但狂犬病毒已慢慢潛伏在牠體內。
數週後爆發狂犬病症狀的庫丘開始襲擊城鎮上的人，而羅娜與泰德之後在湊巧因素下為了躲避庫丘的攻擊，藏身在故障的車輛裡。之後羅娜與泰德開始被遲遲不願離開車旁的庫丘，威脅到生命安危。

## 改編影視作品
娛樂影視公司華納兄弟於1983年，推出改編自《狂犬庫丘》的電影《狂犬驚魂》。

## 與史蒂芬·金其它作品關聯
在史蒂芬·金的1982年短篇《總要找到你》與1991年長篇小說《必需品專賣店》裡，皆有出現談論到庫丘的句白。而頂替在故事中慘遭庫丘咬死的警長喬治·班納（George Bannerman）職位的亞倫·潘格彭（Alan Pangborn），是往後在《黑暗之半》、《必需品專賣店》等作品登場的角色。

## 外部連結
- 史蒂芬·金官方網站上的《狂犬庫丘》書籍介紹 （页面存档备份，存于）（英文）